# Portland Point
Portland Point är en udde i Jamaica.   Den ligger i parishen Clarendon, i den södra delen av landet, 50 km sydväst om huvudstaden Kingston. Portland Point ligger på ön Jamaica.
Terrängen inåt land är huvudsakligen platt, men norrut är den kuperad. Havet är nära Portland Point söderut.  Närmaste större samhälle är Hayes, 19,7 km norr om Portland Point. 